# Bert (TV-serie, 1994)
För andra betydelser, se Bert (olika betydelser).
Bert är en svensk TV-serie med 12 avsnitt, baserad på Bert-böckerna och ursprungligen sänd i SVT varje lördagkväll under perioden 1 oktober – 17 december 1994. Den regisserades av Tomas Alfredson och Svante Kettner, vilka regisserade olika avsnitt var för sig. Seriens signaturmelodi framfördes av Lill-Babs och titeln på låten var Älskade ängel.

## Handling
TV-serien återberättar främst de tidigare Bertböckerna och skildrar Berts liv från 13-årsdagen i februari till starten i årskurs 7 i mitten-slutet av augusti. Flera av huvudkaraktärerna från de tidiga böckerna är med samt några nya. Det mesta materialet har hämtats från böckerna Berts dagbok (Rebecka, Klimpen, Berts födelsedagskalas, Bert får glasögon, Nadja och hennes raggarbrorsor och maskeraden från revideringsversionen även Lill-Eriks ankomst och maskeraden), Berts första betraktelser (Berts "PRYO" som raggare, Paulina, lägerskolan), Berts vidare betraktelser (Bert träffar Dödgrävarn, Berts högstadiestart) och början av Berts ytterligare betraktelser (Ida), men precis som i den tecknade serien startar TV-serien när Bert går i sjätte klass.

## Medverkande
- Martin Andersson - Bert
- Oliver Loftéen - Åke / Berts sångröst
- David Boati - Lill-Erik
- Ing-Marie Carlsson - mamma Madelene
- Johan Ulveson - pappa Fredrik
- Martin Lindqvist - Klas "Klimpen" Svensson
- Nick Atkinson - Torleif Andersson
- Erik Johansson - Benny
- Johan Tillenius - Nicke
- Yvonne Lombard - mormor Svea
- Henrik Schyffert - TV-programledaren Harry Goldberg / Reportern Bob
- Charlotte Strandberg -  fröken Sonja Ek
- Maria Simonsson - Rebecka
- Mi Ridell - Anki Jönsson
- Hans Holmér - polischef Björn Kelly
- Izabella Scorupco - journalisten Zindy Dabrowski
- Lars Dejert - Klimpens farsa
- Sten Hellström - rektor Bo Mardell
- Nadia Alg -  Nadja Nilsson
- Hannes Holm - musikaffärsinnehavare Nordling
- Kalle Westerdahl - Roffe, Nadjas storebror
- Mårten Klingberg - Ragge, Nadjas storebror
- Pontus Plænge - Reinhold, Nadjas storebror
- Peter Ahlm - konferencier
- Christer Ulfbåge - Lennart Bidén
- Allan Svensson - pastor Bruno Storm
- Ola Isedal - Polis
- Johanna Sällström - Emma Sjöberg
- Per Eggers - Emil Sjöberg
- Per Mattsson - Sam Liljeståhl
- Nils Moritz - kapten Rehnberg
- Anne-Lie Rydé - Hillevi
- Adde Malmberg - Gino
- Elefanten Donkey - Elefanten Bruno
- Judith Benedek - Lill-Eriks mamma
- Kjell-Hugo Grandin - Lill-Eriks pappa
- Brita Öckrell - Lill-Eriks mormor
- Anders Hambraeus - Knubb-Jan
- Agnes Koson - Paulina Hlinka
- Robert Sjöblom - cirkusdirektör Bertil Scott
- Michelle Stachowics - Emilia
- Linus Wahlgren - Sven Ripa
- Lotta Zetterström - Ida Gunnarsson
- Tomas Norström - Banan-Boris
- Oscar Franzén - Dödgrävarn
- Yvonne Ryding - Smulan Bordell
- Lill-Babs - Titelsången

## Musik
| Låt, avsnitt                                                                                       | Kompositörer/Låtskrivare         | Artist/grupp                               |
| -------------------------------------------------------------------------------------------------- | -------------------------------- | ------------------------------------------ |
| Cabiria, "Det viktiga är inte att kämpa väl utan att vinna"                                        | Nino Rota                        | Carlo Savina med orkester                  |
| Är det så här när man är kär, "Det viktiga är inte att kämpa väl utan att vinna"                   | Sven Flodin, Gösta Rybrant       | Kent Gillström                             |
| Badinerie, "Det viktiga är inte att kämpa väl utan att vinna"                                      | Johann Sebastian Bach            | Swngle Singers                             |
| Satsa allt på kärleken (Hurry on Back to Love), "Det viktiga är inte att kämpa väl utan att vinna" | Clive Westlakle, Clive Westlakle | Anita Lindblom, P.O. Walldoff med orkester |
| Cape Fear, "Den ohyggligt fule"                                                                    | Sven Flodin, Gösta Rybrant       | Elmer Bernstein med orkester               |
| Echoes of Harlem, "Den ohyggligt fule"                                                             | Duke Ellington                   | Bob Willbur and the Crescent City Cab      |
| My Way, "Den ohyggligt fule"                                                                       | Claude François, Gilles Thibaut  | Klaus Wunderlich/Carl Michael Herlikson    |
| So What's New, "Den ohyggligt fule"                                                                | John Pisano                      | Klaus Wunderlich                           |
| Sunny, "Den ohyggligt fule"                                                                        | Bobby Hebb                       | Stevie Wonder                              |
| Sing Sing Sing, "Älskling du är som en tulipan"                                                    |                                  | Benny Goodman                              |
| A Swingin' Safari,                                                                                 |                                  | Bert Kaempfert                             |
| Tiajuana Taxi,                                                                                     |                                  | Herb Alpert & The Tijuana Brass            |
| Spanish Flea,                                                                                      |                                  | Herb Alpert & The Tijuana Brass            |
| I en roddbåt till Kina,                                                                            |                                  | Sven Arefeldt                              |
| Shout And Feel It,                                                                                 |                                  | Tom Cunningham med orkester                |
| Peace Planet: Badinerie from Suite no 2 In B minor,                                                |                                  | Ekseption                                  |
| A Swinging Safari,                                                                                 |                                  | Janne Lucas                                |
| Älskade Ängel,                                                                                     |                                  | Lill-Babs                                  |
| Thank You Very Much,                                                                               |                                  | Edmundo Ros                                |
| Salut d'amour,                                                                                     | Edward Elgar                     |                                            |
| Surfer Girl,                                                                                       |                                  | Beach Boys                                 |
| Surfin' USA,                                                                                       |                                  | Beach Boys                                 |
| Good Vibrations,                                                                                   |                                  | Beach Boys                                 |
| I Get Around,                                                                                      |                                  | Beach Boys                                 |
| Cumama,                                                                                            |                                  | [:en:Edmundo_Ros]Edmundo Ros               |
| Fiddle-Faddle,                                                                                     | Arthur Fiedler                   |                                            |
| Easter Galop,                                                                                      |                                  | Eastman Wind Ensemble                      |
| La Festa: Let's Face The Music And Dance,                                                          |                                  | Luis Bacalov                               |
| Il Sogno di Snaporaz: Ramona,                                                                      |                                  | Luis Bacalov                               |
| It Could Happen To You,                                                                            |                                  | André Previn's Trio Jazz                   |
| The Girl I Left Behind,                                                                            |                                  | Eastman Wind Ensemble                      |
| A Taste Of Honey,                                                                                  |                                  | Herb Alpert & The Tijuana Brass            |

## Hemvideo
Serien gavs 1995 samt ut på video med sex VHS-kassettband från Sandrew film bestående av två avsnitt var, och 1999 på DVD med tre skivor bestående av fyra avsnitt var, också från Sandrew, och 2011 släpptes hela serien på en enda DVD-skiva.
När serien släpptes på video byttes mycket av musiken ut, på grund av det höga priset för rättigheterna till flera av låtarna.

### Videoutgåvor

#### VHS
| Nummer | Titel    | Avsnitt 1                         | Avsnitt 2                                        | Lanseringsår |
| 1      | "Bert 1" | Närkontakt i sjätte klassen       | Den ohyggligt fule                               | 1995         |
| 2      | "Bert 2" | Erik the Great                    | Det viktiga är inte att kämpa väl utan att vinna | 1995         |
| 3      | "Bert 3" | Min älskling du är som en tulipan | Fega pojkar får ibland kyssa vackra flickor      | 1995         |
| 4      | "Bert 4" | Sjön suger                        | Hjärnsläpp                                       | 1995         |
| 5      | "Bert 5" | Fina, fina Paulina                | Klimpen, min allra bästa vän                     | 1995         |
| 6      | "Bert 6" | Sådan son, sådan far              | Ett långt och lyckligt liv                       | 1995         |

#### DVD
| Nummer | Titel                   | Avsnitt 1                         | Avsnitt 2                                   | Avsnitt 3            | Avsnitt 4                                        | Lanseringsår |
| 1      | "Berts röjiga rockliv"  | Närkontakt i sjätte klassen       | Den ohyggligt fule                          | Erik the Great       | Det viktiga är inte att kämpa väl utan att vinna | 1999         |
| 2      | "Berts känsliga kyssar" | Min älskling du är som en tulipan | Fega pojkar får ibland kyssa vackra flickor | Sjön suger           | Hjärnsläpp                                       | 1999         |
| 3      | "Berts piniga pubertet" | Fina, fina Paulina                | Klimpen, min allra bästa vän                | Sådan son, sådan far | Ett långt och lyckligt liv                       | 1999         |

## Om serien
Det torg som ofta syns i serien är i verkligheten Årsta centrum i södra Stockholm, medan höghusen spelades in i Hagalund. När Heman Hunters uppträder sjunger Martin Andersson (Bert) i den fiktiva berättelsen, men den inspelade rösten är Oliver Loftéens (Åkes) röst. Sarah Dawn Finer hade en mindre roll i serien.
Ursprungligen var det tänkt att Lill-Erik i avsnittet "Fina, fina Paulina" skulle tämja en älg, men då man inte kunde hitta en tam älg fick Lill-Erik i stället tämja en elefant som rymt från cirkus.